# Koch & Sterzel
Die Koch & Sterzel AG war ein elektrotechnischer Großbetrieb, der am 1. Oktober 1904 von den Ingenieuren Franz Joseph Koch und Karl August Sterzel unter dem Namen Koch & Sterzel Spezialfabrik wissenschaftlicher Apparate und Instrumente in der Zwickauer Straße 42 in Dresden gegründet wurde.

## Unternehmensgeschichte

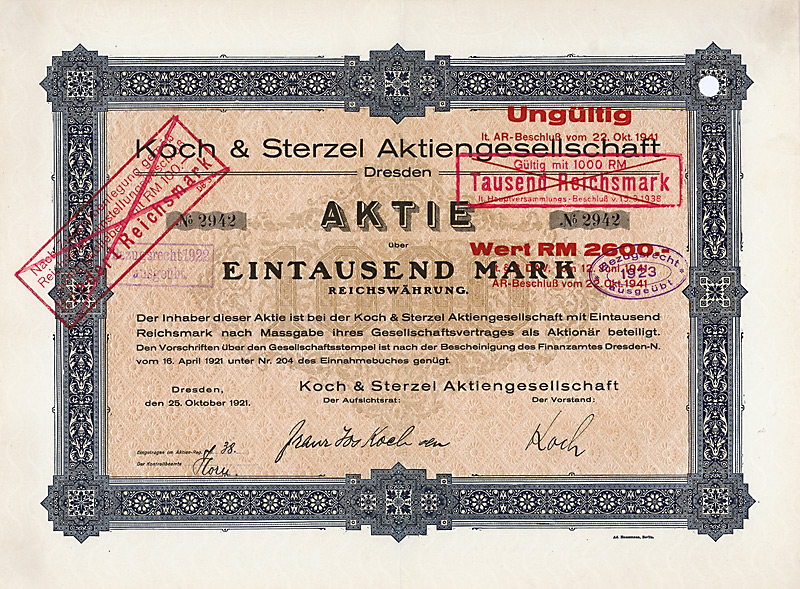
Aktie über 1000 Mark der Koch & Sterzel AG vom 25. Oktober 1921

Der auf Hochspannungs- und Röntgentechnik spezialisierte Betrieb baute für die TH Dresden (heute TU Dresden) den ersten 1-Megavolt-Prüftransformator Europas. Nach dem Erwerb größerer Flächen des ehemaligen Flugplatzes Dresden-Kaditz wurde von 1922 bis 1923 das Transformatorenwerk in Mickten/Übigau errichtet. Neben der Herstellung von Messwandlern, Transformatoren und Röntgengeräten wurden durch Koch & Sterzel auch Radiogeräte gefertigt.
Das Röntgenwerk an der Zwickauer Straße wurde im Zweiten Weltkrieg 1945 bei Bombenangriffen total zerstört.
Nach Kriegsende wurde das Transformatorenwerk an der Washingtonstraße unter sowjetische Zwangsverwaltung gestellt und anschließend demontiert.

## Nachfolgeunternehmen

Logo des VEB TuR Dresden

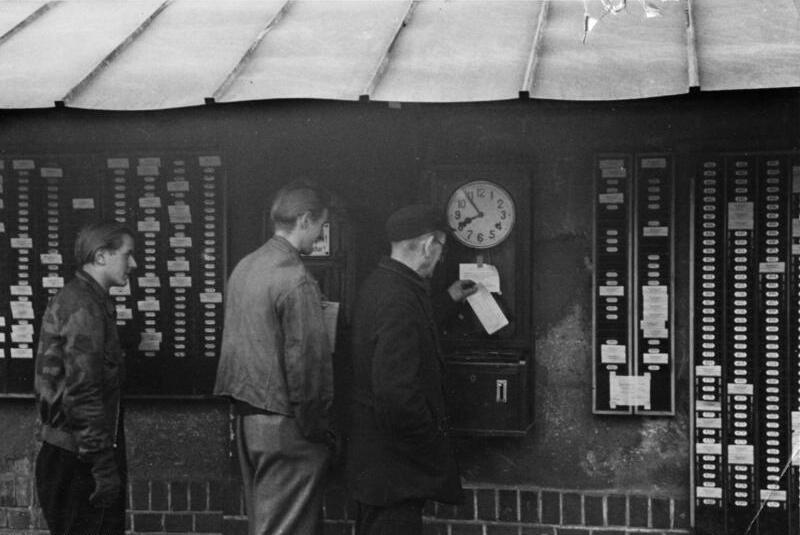
Stempeluhr am Eingang des VEB Transformatoren- und Röntgenwerk (TuR) in Dresden

1948 wurde aus den verbliebenen Resten der ehemaligen Koch & Sterzel AG der VEB Transformatoren- und Röntgenwerk (TuR) „Hermann Matern“ Dresden gegründet, welcher sich zu einem der bedeutendsten Exportbetriebe der DDR entwickelte. Die Beschäftigtenzahl in allen Betriebsteilen lag im Jahre 1989 bei ca. 5000 Mitarbeitern. Ab 1985 gehörte der Betrieb zum Kombinat Automatisierungsanlagenbau.
1990 wurden wesentliche Teile des Transformatoren- und Röntgenwerks von Siemens übernommen und Schritt für Schritt stillgelegt bzw. abgewickelt. Nur kleinere Betriebsteile arbeiten heute noch unter der Flagge des Siemens-Konzerns, darunter das Transformatorenwerk Mickten/Übigau. Die Hochspannungsprüftechnik wurde ausgegliedert und arbeitet heute selbständig unter dem Namen Highvolt Prüftechnik Dresden GmbH. Die TuR-Sparte „medizinische Elektrotechnik“ mit dem Schwerpunkt der physikalischen Therapie firmiert heute unter TuR Elektromedizin GmbH in Hohen Neuendorf bei Berlin.
Der TuR Fertigungsbereich Messwandler wurde 1991 von der Ritz Messwandler GmbH in Hamburg übernommen und unter TuR Messwandler GmbH weitergeführt. Im Jahr 2007 wurden die Firmen TuR Messwandler GmbH Ottendorf-Okrilla, MWB Mittelspannungs GmbH Oberaurach-Kirchaich, Wandler- und Transformatorenwerk Wirges GmbH Wirges und die Ritz Messwandler GmbH Hamburg unter dem Namen Ritz Instrument Transformers GmbH Hamburg vereinigt.
In Westdeutschland erfolgte aufgrund der politischen Verhältnisse 1950 eine Neugründung der Werke, insbesondere des Röntgenwerks von Koch & Sterzel Aktiengesellschaft (Düsseldorf), in Essen. Die ständige Weiterentwicklung der Röntgentechnik machte es dann notwendig, mit einem Unternehmen zusammenzuarbeiten, das in der Lage war, die nicht von Koch & Sterzel hergestellten Teile wie Bildverstärker und Röntgenröhren zu liefern. Es erfolgte deshalb 1963 die vertragliche Bindung mit der Compagnie Générale De Radiologie (CGR, Paris).
Nach dem Verkauf des Röntgenwerks in Essen wurde es 1989 geschlossen. Die Firma Koch & Sterzel ging in der Röntgensparte der General Electric auf. Mitarbeiter des ehemaligen Röntgenwerks Essen gründeten 1996 die K&S Röntgenwerk Bochum GmbH & Co. KG, das nach einem Verkauf seit 2012 als Spellman High Voltage Electronics GmbH firmiert.